# Евспикий
Евспикий (лат. Euspicius; VI век) — настоятель монастыря Миси, галло-римский святой. День памяти — 14 июня.
Святому Евспикию и его племяннику святому Максимину король франков Хлодвиг I даровал селение  Миси, неподалёку от Орлеана, на слиянии рек Луара и Луаре, чтобы они основали там монастырь. Эта обитель была основана в 508 году.  Евспикий стал её первым настоятелем. После его кончины настоятелем монастыря стал его племянник.